# Santo Tomas (Isabela)
Santo Tomas (Bayan ng Santo Tomas) är en kommun i Filippinerna. Kommunen ligger på ön Luzon, och tillhör provinsen Isabela. Folkmängden uppgår till 21 380 invånare.

## Barangayer
Santo Tomas är indelat i 27 barangayer.
| - Ammugauan - Antagan - Bagabag - Bagutari - Balelleng - Barumbong - Bubug - Bolinao-Culalabo - Cañogan Abajo Norte - Calinaoan Centro - Calinaoan Malasin - Calinaoan Norte - Cañogan Abajo Sur - Cañogan Alto | - Centro - Colunguan - Malapagay - San Rafael Abajo - San Rafael Alto - San Roque - San Vicente - Uauang-Tuliao - Uauang-Galicia - Biga Occidental - Biga Oriental - Calanigan Norte - Calanigan Sur |